# BYD G3
La BYD G3 è un'autovettura prodotta dalla casa automobilistica cinese BYD Auto dal 2009 al 2014.

## Descrizione
È stata presentata nel 2009 a Jinan, con le consegna che sono iniziate a partire dall'ottobre 2009. Il modello hatchback ha debuttato in seguito al Guangzhou Auto Show nel 2010, con le vendite iniziate nel 2011. Nei mercati sudamericani, la versione hatchback è stata introdotta nel 2013 con il nome F3R.
Con una lunghezza complessiva di 4,6 m, la G3 è circa 7 cm più lunga della berlina F3, con un passo leggermente più lungo di 1 cm. Inoltre per la G3 erano disponibili di un più motore, oltre al quattro cilindri in linea da 1,8 litri. Infatti vi era anche un 1,5 litri.